# Dilacra vieta
Dilacra vieta är en skalbaggsart som först beskrevs av Thomas Casey 1910.  Dilacra vieta ingår i släktet Dilacra och familjen kortvingar. Inga underarter finns listade i Catalogue of Life.